# Последние известия
Последние известия — бюллетень новостей Всесоюзного радио. Включал в себя как текущие новости, так и короткие репортажи. Выпускалась по Первой программе Всесоюзного радио в 5:05, 6:05, 8:00, 10:00, 12:01 (после боя курантов, до программы «Время, события, люди», существовал до 1970-х гг.), 15:00, 17:00, 19:00, 22:00 и 23:50 (итоги дня), при этом выпуски в 19:00 и 22.00 фактически являлся радиогазетами, включавшей в себя кроме собственно текущих новостей также актуальные репортажи и актуальные комментарии.

## История
Начиная с 1932 года газета «Правда» публиковала материалы под заголовком «Последние известия». Одновременно на радио выходили радиорепортажи под названием «Трансляции из жизни». Именно этими передачами был заложен новый формат вещания, который с 1 сентября 1932 года получил название «Последние известия». Эта программа заменила разнообразие радиогазет и стала универсальным источником новостных выпусков. Среди ведущих дикторов выделялись Юрий Левитан и Ольга Высоцкая. 
В 1960 годах на главную редакцию информационной программы «Последние известия» была возложена задача по запуску новой радиостанции «Маяк». 

## Позывные
Позывные — «Родина слышит».